# هاکتستاون (نیوجرسی)
هاکتستاون (به انگلیسی: Hackettstown) شهری در ایالت نیوجرسی کشور ایالات متحده آمریکا است که جمعیت آن در سرشماری سال ۲۰۱۰ میلادی، ۹٬۷۲۴ نفر بوده‌است.